# Krtova (Petrovo)
Pour les articles homonymes, voir Krtova.
Krtova (en serbe cyrillique : Кртова) est un village de Bosnie-Herzégovine. Il est situé dans la municipalité de Petrovo et dans la république serbe de Bosnie. Selon les premiers résultats du recensement bosnien de 2013, il compte 144 habitants.
Avant la guerre de Bosnie-Herzégovine, le village faisait entièrement partie de la municipalité de Lukavac ; après la guerre et la à la suite des accords de Dayton (1995), son territoire a été partiellement rattaché à la municipalité de Petrovo nouvellement créée et intégrée à la République serbe de Bosnie.

## Démographie

### Évolution historique de la population dans la localité
| 1948 | 1953 | 1961  | 1971  | 1981  | 1991  | 2013 |
| ---- | ---- | ----- | ----- | ----- | ----- | ---- |
| -    | -    | 1 370 | 1 274 | 1 172 | 1 121 | 144  |

|  |

### Communautés locales
En 1991, Krtova était composée de deux communautés locales, Krtova I et Krtova II.
Krtova I comptait 768 habitants, répartis de la manière suivante :
Krtova II comptait 353 habitants, répartis de la manière suivante :